# 中山恒義
中山 恒義（なかやま つねよし、1945年 - ）は、日本の物理学者。北海道大学名誉教授。アメリカ物理学会フェロー。英国物理学会フェロー。

## 人物・経歴
1968年北海道大学工学部応用物理学科卒業。1973年北海道大学大学院博士課程修了、工学博士（北海道大学）。1986年北海道大学工学部応用物理学科教授。2000年日本物理学会代議員。2003年北海道大学工学部同窓会理事長。2004年北海道大学大学院工学研究科長・工学部長、応用物理学会理事、北海道大学工学部同窓会顧問。2006年日本工学教育協会常任理事。アメリカ物理学会フェロー、英国物理学会フェロー。2023年、瑞宝中綬章受章。

## 著書
- 『小林-益川理論 . ファイン・パーティクル . 異常なカピッツァ抵抗』（大槻義彦, 大場一郎, 小林俊一と共著）共立出版 1986
- 『物理数学 1』裳華房 2001
- 『物理数学 2』裳華房 2001
- "Fractal concepts in condensed matter physics",Springer 2003